# Jia Erenjia
Pour les articles homonymes, voir Jia (homonymie).
Jia Erenjia est un athlète chinois, né le 28 juillet 1993. Spécialiste de skyrunning , il a notamment remporté l'OCC en 2018 et la Yading Skyrun en 2019.

## Biographie
Le 29 novembre 2020, il remporte le marathon de Shanghai lors d'une édition ne comprenant pas d'athlètes internationaux en raison des mesures sanitaires liées à la pandémie de Covid-19.

## Résultats
| #   | masculin      | Course                          | Longueur | Départ       | Temps           |
| 1er | Médaille d'or | Orsières-Champex-Chamonix (0CC) | 56 km    | 30 août 2018 | 5 h 28 min 44 s |
| 1er | Médaille d'or | Yading Skyrun                   | 32 km    | 4 mai 2019   | 3 h 12 min 21 s |